# 70
Năm 70 là một năm trong lịch Julius. 

## Sinh
- Quách Cầm Chương - cha của Quách Dĩ, người ông 20 đời của Quách Quỳ.